# Georges Lecointe

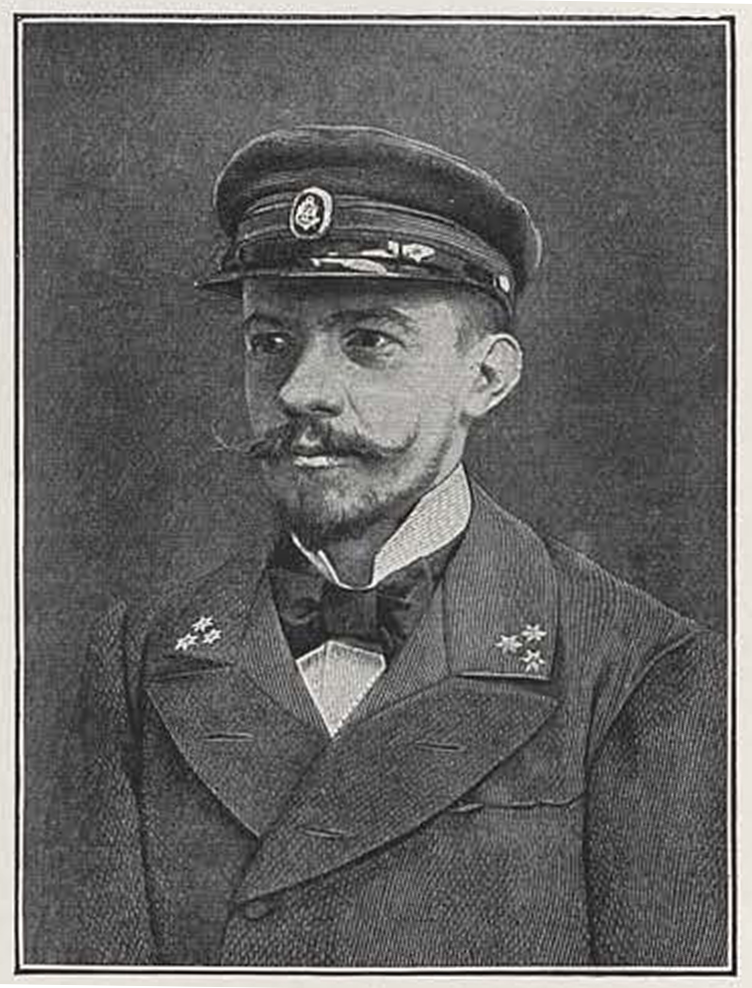
Georges Lecointe

Georges (Georgius) Lecointe (Antwerpen, 29 april 1869 - Ukkel, 27 mei 1929) was een Belgisch marineofficier en wetenschapper. Hij was kapitein van het Belgische onderzoeksschip Belgica en onderbevelhebber van de Belgische Antarctische Expeditie van Adrien de Gerlache, de eerste expeditie die overwinterde op Antarctica. Na zijn terugkeer naar België was hij de oprichter van de International Polar Organization en nauw betrokken bij de oprichting van de International Research Council en de Internationale Astronomische Unie.

## Jeugdjaren en militaire carrière
Georges Lecointe werd geboren in Antwerpen op 29 april 1869. Zijn vader Leo Victor, geboren in Parijs in 1818, was een bekende wiskundeleraar aan het Koninklijk Atheneum, zijn moeder Francisca Rosalia Eulalia Merjai was van Luxemburgse afkomst. Georges bewees al vroeg een begenadigd leerling te zijn. In 1886 ging hij naar de Koninklijke Militaire School en naar het Militair Cartografisch Instituut. Nadat hij in 1891 was aangesteld als tweede luitenant in het Eerste veldartillerieregiment en enige tijd op de cavalerieschool in Ieper had doorgebracht, slaagde hij voor het officiersexamen van de École polytechnique voor de Franse marine. De Belgische regering detacheerde hem bij de Franse marine, waar hij in 1897 uiteindelijk werd gepromoveerd tot luitenant aan boord van het schip, of kapitein-commandant in het Belgisch leger. Deze driejarige detachering was uitzonderlijk en gebeurde als gevolg van een audiëntie bij koning Leopold II: ze werd slechts aan één andere Belgische officier toegekend, maar geweigerd aan Georges vriend Emile Danco.
Tussen 1894 en 1897 liep Lecointe dienst op een aantal schepen in de Middellandse Zee, de Atlantische Oceaan, Cochinchina en Tonkin. In 1897 werd hij verbonden aan het Franse observatorium van het Bureau des longitudes en publiceerde hij een cursus over astronomische navigatie en gegist bestek, La navigation astronomique et la navigation estimée, bedoeld voor de marinestudenten van de École Polytechnique. Voor deze prestatie ontving hij in Frankrijk het Légion d'Honneur, de hoogste en belangrijkste Franse nationale onderscheiding. Van de Belgische koning Leopold II kreeg hij de toestemming om de onderscheiding ook in België te gebruiken. In zijn tweede boek, La création d'une marine nationale Belge (De oprichting van een Belgische nationale marine), pleitte hij voor de heroprichting van de Belgische marine, die in 1862 was afgeschaft. Dit zou echter pas aan het einde van de Eerste Wereldoorlog gebeuren.

## Belgische Antarctische expeditie

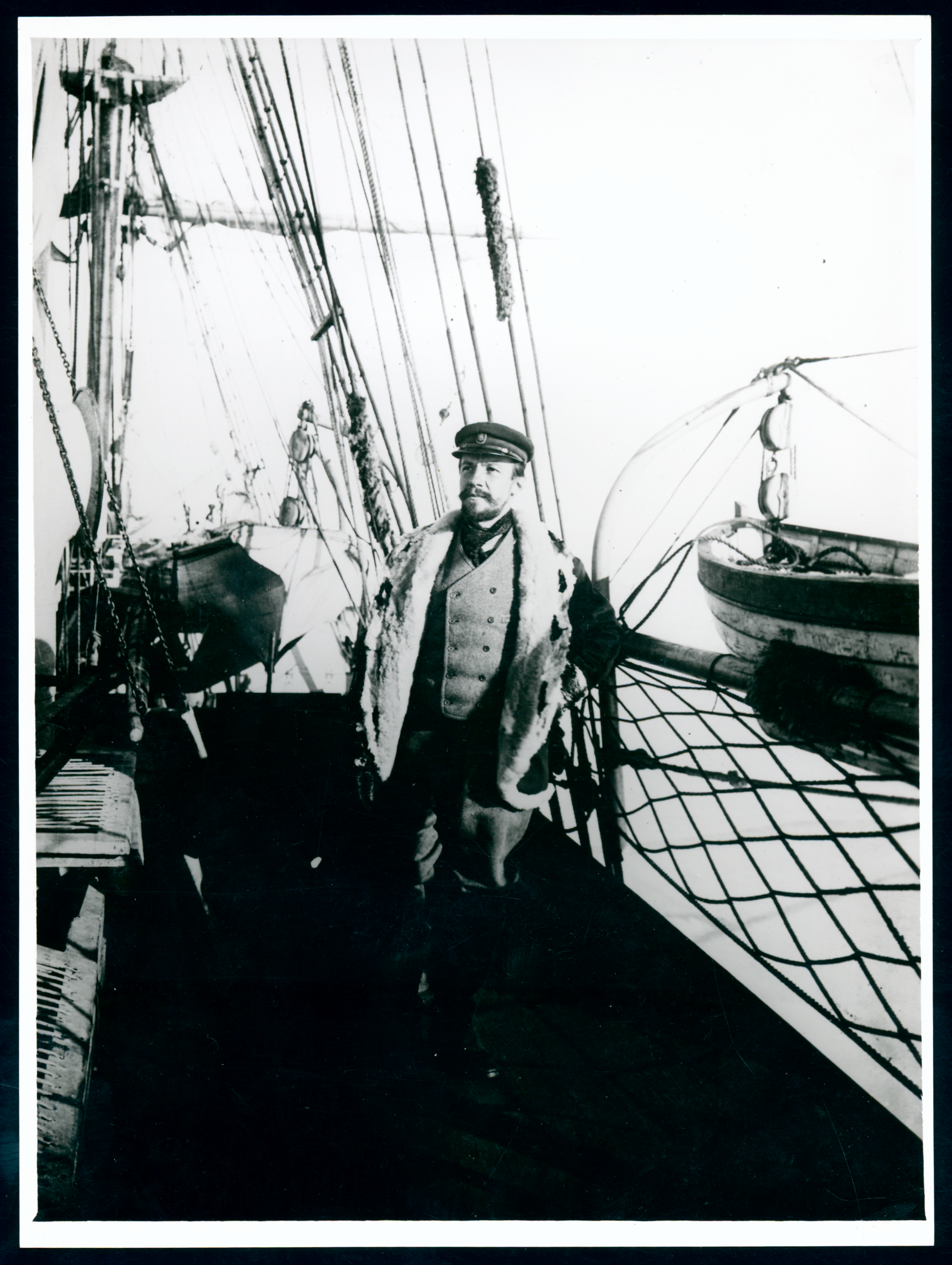
Lecointe op de Belgica

Emile Danco, een wederzijdse vriend van Lecointe en Adrien de Gerlache, stelde hem in oktober 1896 voor om zich bij de Belgische Zuidpoolexpeditie van de Gerlache aan te sluiten. De Gerlache koos niet zozeer voor Georges Lecointe vanwege zijn nautische ervaring als wel vanwege zijn wetenschappelijke achtergrond. Lecointe was in feite gedetacheerd geweest bij het observatorium van het Parc Montsouris, en het was vanwege zijn kennis van astronomie en hydrografie dat hij werd aangenomen. Hij had ook zijn "nautische" sporen verdiend op de reizen die hij had gemaakt, onder andere die naar het Verre Oosten met de Franse marine. De Gerlache bood hem in 1897 opnieuw de positie aan als onderbevelhebber van de expeditie. Lecointe aanvaardde dit, na een officieel verzoek van de Belgische premier en de minister van Oorlog. Lecointe werd ook verantwoordelijk voor de astronomische en hydrografische waarnemingen en, na Danco's dood in 1898, voor de metingen van het aardmagnetisme.
De expeditie vertrok in augustus 1897 vanuit Antwerpen en begon later dat jaar met waarnemingen in het Antarctische gebied. Op 22 januari 1898 werd de Noorse zeeman Carl Wiencke door een golf overboord geslagen en hij verdronk, ondanks een heldhaftige reddingsactie van Lecointe. Begin 1898 zetten de expeditieleden koers naar de Weddellzee, waar de Belgica kwam vast te zitten in het pakijs, waardoor ze zo'n 13 maanden moesten overwinteren. Alle expeditieleden leden zwaar onder scheurbuik, ook Lecointe, maar slechts voor een paar dagen, medio juli 1898. Ondanks de twijfels van de Gerlache probeerden ze de zieke expeditieleden te overhalen om vers zeehonden- en pinguïnvlees te eten en ze op die manier weer te genezen. Eind juli 1898 ging Lecointe, samen met mede-expeditieleden Frederick Cook en Roald Amundsen, op een slee-excursie van een week naar het zuiden om uitrusting en een nieuw tentontwerp te testen en om de haalbaarheid van een ontsnapping uit het pakijs te beoordelen. Lecointe stelde samen met Cook en Amundsen een gedetailleerd plan op om de magnetische zuidpool te bereiken in 1899–1900; dit plan werd aan boord van het schip verder besproken in de periode van augustus tot november 1898. Bij een andere gelegenheid had Lecointe, die niet wist dat Frederick Cook zich die nacht op het ijs bevond, hem voor een zeehond gehouden en hem bijna neergeschoten.
Begin 1899 slaagde de bemanning er eindelijk in om de Belgica uit het ijs te bevrijden. Bij het bereiken van Zuid-Amerika bleef Lecointe achter om de Andes te verkennen, terwijl de Gerlache met de Belgica terug naar België voer, waar het schip op 5 november 1899 arriveerde. Na zijn terugkeer publiceerde Lecointe Au Pays des Manchots (In Penguin Country), waarin hij verslag uitbracht van de Belgica-expeditie.

## Wetenschappelijke carrière en later leven
Lecointe was verloofd met Charlotte Dumeiz (1873–1940) voor het vertrek van de Belgica. Charlotte Bay werd naar haar vernoemd en ze trouwden kort na zijn terugkeer. Het echtpaar kreeg drie kinderen: Henri, Charlotte en Louis-Georges. Beide zonen studeerden aan de Université libre de Bruxelles.
Bij zijn terugkeer werd Lecointe als onderbevelhebber bij de marine opgeroepen voor de Bokseropstand in China. In 1900 werd hij aangesteld als wetenschappelijk directeur en in 1914 als directeur van de Koninklijke Sterrenwacht in Ukkel. Samen met Henryk Arctowski, Emile Racovitza en Antoni Bolesław Dobrowolski verwerkte hij de wetenschappelijke resultaten van de Belgische Antarctische expeditie, als secretaris van de commissie die belast was met de publicatie van de resultaten. Daarnaast hield hij toezicht op een grootschalige renovatie van de Koninklijke Sterrenwacht. Hij richtte de Belgian Maritime and Vessels Association op en de Internationale Vereniging voor Poolonderzoek op, een voorloper van het Antarctisch Verdrag. Daarnaast was hij de secretaris van de Internationale Polaire Commissie en Congressen in 1906, 1908 en 1913. In 1907 aanvaardde Lecointe om de leider te worden van de tweede Belgische Zuidpoolexpeditie, een project geïnitieerd door Henryk Arctowski. Deze expeditie is echter nooit tot stand gekomen vanwege geldgebrek.
Tijdens de Eerste Wereldoorlog diende Lecointe vrijwillig als artillerie-majoor en was hij betrokken bij de verdediging van Antwerpen. Het grootste deel van de oorlog bracht hij na de val van Antwerpen geïnterneerd door in Nederland.  Na de oorlog richtte hij zijn aandacht op internationale samenwerking in de wetenschappen en speelde hij een belangrijke rol bij de oprichting van de Internationale Raad voor Wetenschappen en verschillende gelieerde wetenschappelijke verenigingen, in het bijzonder de Internationale Astronomische Unie (IAU). Hij was vicevoorzitter van de IAU van 1919 tot 1922 en leidde het Centraal Bureau voor Astronomische Telegrammen van 1920 tot 1922, toen het na de Eerste Wereldoorlog tijdelijk in Ukkel was gevestigd. In 1919 werd hij, samen met Schuster, Volterra en Hale gekozen tot lid van het uitvoerend comité van de Internationale Onderzoeksraad op het oprichtingscongres in Brussel, met Picard als voorzitter. Lecointe was ook voorzitter van de Société royale belge de géographie (vice-president 1900–1912, nieuw voorzitterschap in 1912), de vereniging die actief de Belgica-expeditie had gesponsord.
Een ziekte dwong Lecointe om in 1925 af te treden bij de Koninklijke Sterrenwacht en veroorzaakte uiteindelijk zijn dood in Ukkel, op 27 mei 1929.

## Eerbetoon
Lecointe Island, Mount Lecointe, Lecointe Guyot, Georges Point en de asteroïde 3755 Lecointe werden naar hem vernoemd. De Belgische marine noemde twee mijnenvegers van de Algerine-klasse naar hem: de M901 Georges Lecointe (1950-1959, ex HMS Cadmus) en de F901 Georges Lecointe (1959-1969, ex HMCS Wallaceburg). 
- Bibliothèque nationale de France: cb153681077 (data)
- Gemeinsame Normdatei: 116850892
- International Standard Name Identifier: 0000 0000 7999 0975
- Library of Congress Control Number: no99031823
- Nederlandse Thesaurus van Auteursnamen: 190918403
- SNAC: w6fk7p5w
- Système universitaire de documentation: 11498316X
- Virtual International Authority File: 61852427
- WorldCat: E39PBJymC4ywhBppcW7q7QtBT3